# In the End
"In the End" là một bài hát của ban nhạc rock người Mỹ Linkin Park. Đây là ca khúc thứ 8 trong album đầu tay của họ, Hybrid Theory (2000), và được phát hành làm đĩa đơn thứ 2 của album. "In the End" là một trong những bài hát dễ nhận biết và đặc trưng nhất của Linkin Park.
"In the End" nhận được đánh giá tích cực từ các nhà phê bình âm nhạc, với hầu hết các nhà phê bình đều khen ngợi phần riff piano đặc trưng của bài hát, cũng như nhấn mạnh đến sự nổi bật của rapper Mike Shinoda trong bài hát. "In the End" cũng đạt được sự nổi tiếng rộng rãi và thành công về mặt thương mại khi phát hành. Bài hát đã lọt vào top 10 trên nhiều bảng xếp hạng âm nhạc toàn thế giới và đạt vị trí thứ 2 trên US Billboard Hot 100, bài hát đạt vị trí cao nhất của ban nhạc trên bảng xếp hạng, cũng như bài hát đầu tiên của họ lọt vào top 40. Nó cũng đạt vị trí số 1 trong bảng xếp hạng 100 bài hát hàng đầu của Z100 năm 2002. Bài hát này cũng đứng ở vị trí thứ 121 trong 500 bài hát hay nhất kể từ bạn khi sinh ra (The 500 Greatest Songs Since You Were Born) của tạp chí Blender. Bài hát là ca khúc rock được phát lại nhiều nhất thập kỷ này của Billboard. Nó cũng được phối lại trong Reanimation thành bài "Enth E ND". Video âm nhạc của bài hát, đạo diễn bởi Nathan Cox và tay đẩy đĩa của ban nhạc Joe Hahn, đặt ban nhạc trong một bối cảnh giả tưởng.
Chester Bennington, giọng ca chính của ban nhạc, ban đầu không thích bài hát này và không muốn nó được đưa vào Hybrid Theory. 

## Video âm nhạc

Một cảnh từ video nhạc của "In the End" được ghi hình tại sa mạc California và được áp dụng hiệu ứng CGI.

Video âm nhạc cho "In the End" được quay ở nhiều điểm dừng khác nhau trong chuyến lưu diễn Ozzfest năm 2001, được đạo diễn bởi Nathan Cox và DJ Joe Hahn của ban nhạc. Mặc dù bối cảnh của video "In the End" được quay ở sa mạc California, ban nhạc đã tự mình biểu diễn trên một sân khấu phòng thu ở Los Angeles, với các hiệu ứng CGI nổi bật và kết hợp được sử dụng để tạo ra phiên bản hoàn chỉnh. Biểu diễn trên sân khấu phòng thu cho phép Hahn và Cox đặt ống nước phía trên sân khấu để làm ban nhạc ướt sũng.
Video âm nhạc lấy bối cảnh giả tưởng và sử dụng hoạt hình CGI. Ban nhạc biểu diễn trên đỉnh một bức tượng khổng lồ trông giống người Ai Cập, trên đó có một 'người lính có cánh', trông tương tự như 'người lính có cánh' trên ảnh bìa của album Hybrid Theory của Linkin Park.
Mike Shinoda đề cập rằng Princess Mononoke đã truyền cảm hứng cho video âm nhạc.
Thiết kế sản xuất do Patrick Tatopoulos. Nó đã giành được giải "Video Rock hay nhất" và được đề cử cho Video của năm tại Lễ trao giải MTV Video Music năm 2002.
Video đã có hơn 1,1 tỷ lượt xem trên YouTube tính đến tháng 1 năm 2021. Đây là video âm nhạc thứ 2 của họ đạt 1 tỷ lượt xem bên cạnh "Numb". Video đã được tải lên 2 lần bởi kênh YouTube của Linkin Park. Video được tải lên lần đầu tiên vào ngày 4 tháng 3 năm 2007 ở định dạng 240p. Video sau đó đã được tải lại vào ngày 26 tháng 10 năm 2009 ở định dạng 360p. Nó cũng được tải lại cùng ngày bởi kênh YouTube của Warner Bros. Records ở định dạng 480p. Video được quay ở tỷ lệ khung hình 16:9. Bản tải lên lần đầu trên kênh YouTube của Linkin Park và các bản trên các kênh của Warner Records ở định dạng letterbox 4:3. Bản tải lại thứ 2 trên kênh YouTube của Linkin Park có tỷ lệ khung hình 16:9. Sau khi phát hành Bộ hộp kỷ niệm 20 năm cho Hybrid Theory, video đã được nâng cấp lên chất lượng HD.

## Giới phê bình đón nhận
"In the End" nhận được đánh giá tích cực của các nhà phê bình nhạc rock đương đại. VH1 xếp nó ở vị trí thứ 84 trong danh sách 100 bài hát hay nhất của thập niên 2000. Bài hát cũng được Loudwire xếp thứ 2 trong danh sách "Những bài hát Hard Rock hàng đầu thế kỷ 21" ("Top 21st century Hard Rock songs"). Tại tạp chí Stylus, nó được đánh giá là "bản nu metal kinh điển". Tại Kerrang!, nó được đưa vào ("Băng Mixtape Nu Metal Tối thượng") "The Ultimate Nu Metal Mixtape". Tuy nhiên, NME chỉ trích bài hát nhiều hơn, gọi nó là "... một bản rap rock chán ngắt khác của MTV từ đáy của chuỗi thức ăn." 

### Giải thưởng
Năm 2015, bài hát được mệnh danh là bài hát rock hay nhất trong danh sách Rock 100 của Kerrang!, đứng trên đĩa đơn năm 2014 của ban nhạc là Final Masquerade.

## Xếp hạng
"In the End" là đĩa đơn xếp hạng cao nhất của Linkin Park tại Hoa Kỳ, ra mắt ở vị trí thứ 78 và đạt vị trí cao nhất thứ 2 trên bảng xếp hạng Billboard Hot 100 của Hoa Kỳ vào tháng 3 năm 2002, và bị ngăn khỏi vị trí đầu bảng bởi "Ain't It Funny" của Jennifer Lopez và Ja Rule. Bài hát đã ở trên bảng xếp hạng tổng cộng 38 tuần. Nó đạt vị trí số 1 trên bảng xếp hạng Modern Rock Tracks trong 5 tuần, bắt đầu từ tháng 12 năm 2001, trở thành bản hit đầu tiên của họ trên bảng xếp hạng này. Bài hát đã trải qua 44 tuần ở đó, trở thành bài hát nằm trên bảng xếp hạng đó lâu nhất của họ và nó cũng đạt vị trí thứ 3 trên bảng xếp hạng Mainstream Rock Tracks với 40 tuần trên bảng xếp hạng, lâu thứ 2 sau "One Step Closer" với 42 tuần. Nó cũng giữ vị trí số 1 trên bảng xếp hạng Pop Songs trong 5 tuần và ở trên bảng xếp hạng trong 27 tuần. "In the End" là đĩa đơn có thành tích tốt thứ 7 trên Billboard Hot 100 trong năm 2002, là bài hát rock và alternative có thành tích tốt thứ 2 trong thập kỷ trên bảng xếp hạng Alternative Songs cũng như bảng xếp hạng Rock Songs, chỉ đứng sau "Headstrong" của Trapt và "How You Remind Me" của Nickelback tương ứng. Tính đến tháng 6 năm 2014, đĩa đơn đã bán được 2.555.000 bản tại Hoa Kỳ.

## Danh sách bài hát
| Phần 1 | Phần 1                                                        | Phần 1      | Phần 1     |
| STT    | Nhan đề                                                       | Sáng tác    | Thời lượng |
| ------ | ------------------------------------------------------------- | ----------- | ---------- |
| 1.     | "In the End"                                                  | Linkin Park | 3:38       |
| 2.     | "In the End" (Trực tiếp tại BBC Radio One)                    | Linkin Park | 3:28       |
| 3.     | "Points of Authority" (Trực tiếp tại Docklands Arena, London) | Linkin Park | 3:31       |
| 4.     | "In the End" (Video)                                          |             | 3:36       |

| Phần 2 | Phần 2                                                        | Phần 2                                  | Phần 2     |
| STT    | Nhan đề                                                       | Sáng tác                                | Thời lượng |
| ------ | ------------------------------------------------------------- | --------------------------------------- | ---------- |
| 1.     | "In the End"                                                  | Linkin Park                             | 3:38       |
| 2.     | "A Place for My Head" (Trực tiếp tại Docklands Arena, London) | Linkin Park Mark Wakefield Dave Farrell | 3:12       |
| 3.     | "Step Up"                                                     | Mike Shinoda Joe Hahn Brad Delson       | 3:54       |

| DVD | DVD                        | DVD        |
| STT | Nhan đề                    | Thời lượng |
| --- | -------------------------- | ---------- |
| 1.  | "In the End" (Âm thanh)    | 3:37       |
| 2.  | "Crawling" (Video Âm nhạc) | 3:38       |
| 3.  | "4 X 30 Seconds"           | 2:14       |

| In the End: Live & Rare | In the End: Live & Rare                                       | In the End: Live & Rare       | In the End: Live & Rare |
| STT                     | Nhan đề                                                       | Sáng tác                      | Thời lượng              |
| ----------------------- | ------------------------------------------------------------- | ----------------------------- | ----------------------- |
| 1.                      | "In the End" (Bản Album)                                      | Linkin Park                   | 3:36                    |
| 2.                      | "Papercut" (Trực tiếp tại Docklands Arena, London)            | Linkin Park                   | 3:11                    |
| 3.                      | "Points of Authority" (Trực tiếp tại Docklands Arena, London) | Linkin Park                   | 3:26                    |
| 4.                      | "A Place for My Head" (Trực tiếp tại Docklands Arena, London) | Linkin Park Wakefield Farrell | 3:10                    |
| 5.                      | "Step Up"                                                     | Shinoda Hahn Delson           | 3:55                    |
| 6.                      | "My December"                                                 | Shinoda                       | 4:21                    |
| 7.                      | "High Voltage"                                                | Linkin Park                   | 3:45                    |

## Nhân sự
Linkin Park
- Chester Bennington - hát
- Rob Bourdon - trống
- Brad Delson - guitar chính, bass
- Joe Hahn - sampler, bàn xoay
- Mike Shinoda - rap, piano, guitar đệm

Sản xuất
- Don Gilmore sản xuất
- Điều hành sản xuất: Jeff Blue
- Phối âm tại Soundtrack, NYC

## Bảng xếp hạng
| Bảng xếp hạng (2001–03)              | Vị trí cao nhất |
| ------------------------------------ | --------------- |
| Úc (ARIA)                            | 4               |
| Áo (Ö3 Austria Top 40)               | 6               |
| Bỉ (Ultratop 50 Flanders)            | 12              |
| Bỉ (Ultratop 50 Wallonia)            | 26              |
| Đan Mạch (Tracklisten)               | 3               |
| Europe (Eurochart Hot 100)           | 14              |
| Pháp (SNEP)                          | 40              |
| Đức (GfK)                            | 4               |
| Ireland (IRMA)                       | 16              |
| Ý (FIMI)                             | 5               |
| Hà Lan (Dutch Top 40)                | 5               |
| Hà Lan (Single Top 100)              | 11              |
| New Zealand (Recorded Music NZ)      | 10              |
| Poland (LP3)                         | 1               |
| Romania (Romanian Top 100)           | 99              |
| Scotland (OCC)                       | 7               |
| Thụy Điển (Sverigetopplistan)        | 3               |
| Thụy Sĩ (Schweizer Hitparade)        | 4               |
| Anh Quốc (OCC)                       | 8               |
| Anh Quốc Rock and Metal (OCC)        | 1               |
| Hoa Kỳ Billboard Hot 100             | 2               |
| Hoa Kỳ Adult Pop Airplay (Billboard) | 15              |
| Hoa Kỳ Alternative Songs (Billboard) | 1               |
| Hoa Kỳ Mainstream Rock (Billboard)   | 3               |
| Hoa Kỳ Pop Airplay (Billboard)       | 1               |

| Bảng xếp hạng (2017)                   | Vị trí cao nhất |
| -------------------------------------- | --------------- |
| Áo (Ö3 Austria Top 40)                 | 4               |
| Canada (Canadian Hot 100)              | 30              |
| Cộng hòa Séc (Singles Digitál Top 100) | 5               |
| Phần Lan (Suomen virallinen lista)     | 19              |
| France (SNEP)                          | 23              |
| Đức (GfK)                              | 4               |
| Hungary (Single Top 40)                | 5               |
| Hungary (Stream Top 40)                | 5               |
| Malaysia (RIM)                         | 11              |
| Bồ Đào Nha (AFP)                       | 21              |
| Slovakia (Singles Digitál Top 100)     | 16              |
| Tây Ban Nha (PROMUSICAE)               | 33              |
| Thụy Sĩ (Schweizer Hitparade)          | 4               |
| Hoa Kỳ Billboard Hot 100               | 37              |
| Hoa Kỳ Hot Rock Songs (Billboard)      | 3               |

| Bảng xếp hạng (2001)             | Vị trí |
| -------------------------------- | ------ |
| Germany (Official German Charts) | 94     |
| Sweden (Sverigetopplistan)       | 30     |
| UK Singles (OCC)                 | 131    |

| Bảng xếp hạng (2002)              | Vị trí |
| --------------------------------- | ------ |
| Australia (ARIA)                  | 46     |
| Belgium (Ultratop 50 Flanders)    | 83     |
| Italy (FIMI)                      | 31     |
| Netherlands (Dutch Top 40)        | 50     |
| Netherlands (Single Top 100)      | 27     |
| US Billboard Hot 100              | 7      |
| US Mainstream Rock (Billboard)    | 8      |
| US Modern Rock Tracks (Billboard) | 2      |

| Bảng xếp hạng (2017)          | Vị trí |
| ----------------------------- | ------ |
| US Hot Rock Songs (Billboard) | 31     |

| Bảng xếp hạng (2019) | Vị trí |
| -------------------- | ------ |
| Portugal (AFP)       | 233    |

| Bảng xếp hạng (2000–2009)   | Vị trí cao nhất |
| --------------------------- | --------------- |
| Billboard Rock Songs        | 2               |
| Billboard Alternative Songs | 2               |
| Billboard Pop Songs         | 36              |
| Billboard Radio Songs       | 65              |

## Chứng nhận
| Quốc gia | Chứng nhận  | Số đơn vị/doanh số chứng nhận |
| --- | ----------- | ----------------------------- |
| Úc (ARIA) | Gold        | 35.000‡                       |
| Đan Mạch (IFPI Đan Mạch) | Platinum    | 90.000‡                       |
| Ý (FIMI) | 3× Platinum | 150.000‡                      |
| New Zealand (RMNZ) | Gold        | 5.000*                        |
| Tây Ban Nha (PROMUSICAE) | Gold        | 25.000^                       |
| Thụy Điển (GLF) | Gold        | 15.000^                       |
| Thụy Sĩ (IFPI) | Gold        | 20.000^                       |
| Anh Quốc (BPI) | 2× Platinum | 1.200.000‡                    |
| Hoa Kỳ (RIAA) | 4× Platinum | 4.000.000‡                    |
| Streaming |             |                               |
| Đan Mạch (IFPI Đan Mạch) | Gold        | 900.000                       |
| * Chứng nhận dựa theo doanh số tiêu thụ. · ^ Chứng nhận dựa theo doanh số nhập hàng. · ‡ Chứng nhận dựa theo doanh số tiêu thụ và phát trực tuyến. · Chứng nhận dựa theo doanh số phát trực tuyến. |             |                               |